# ジョン王の乱世
『ジョン王の乱世』（ジョンおうのらんせい、The Troublesome Reign of King John）は、1589年頃に書かれたエリザベス朝の歴史劇。ウィリアム・シェイクスピアが『ジョン王』（1596年頃）を書く時の材源・雛形にした作品と言われるが、作者が誰かはわかっていない（シェイクスピア本人だという説もある）。

## 材源
この劇の主要な歴史的材源はラファエル・ホリンシェッド (Raphael Holinshed) の『年代記』とジョン・フォクス (John Foxe) の『殉教者列伝』 (Foxe's Book of Martyrs) である。フォックスの本のほとんどの内容を要約したリチャード・グラフトン (Richard Grafton) の『Chronicle at Large』も使われた可能性がある。

## テキスト
この劇は、シェイクスピアの時代に3回「四折版」で出版された。
- Q1 (1591年)。出版者は文房具商（当時は本屋を兼ねる）サンプソン・クラーク。作者の表記はない。表紙には、この劇は女王一座 (Queen Elizabeth's Men) によって上演されたとある。『ジョン王の乱世』は極端に長い芝居ではないが、それでもシェイクスピアのものより300行ほど多く、最初の出版では2冊に分けられていた（その結果、研究者によって『ジョン王の乱世 第1部』『第2部』と言及されることもある）。
- Q2 (1611年)。出版はジョン・ヘルム、印刷はヴァレンティン・シムズ (Valentine Simmes) 。「W.Sh.」作と印されている。Q1 の2分冊は取りやめられ、1冊になっている。
- Q3 (1622年)。出版はトマス・デュース、印刷はオーガスティン・マシューズ (Augustine Matthews)。「ウィリアム・シェイクスピア」作となっている。

## 作者
19世紀の評論家たちは Q3 のシェイクスピア説を認めていた。20世紀の注釈者では、E･B･エヴェリットがこの説を擁護した。しかし、それ以外に、クリストファー・マーロウ、ロバート・グリーン (Robert Greene) 、トマス・ロッジ (Thomas Lodge) 、ジョージ・ピール (George Peele) らの単独説あるいは合作説が提起され、そのいずれもが研究者たちの総意を得ていない。